# Happy Hall
Happy Hall (ur. 15 października 1987 w Nassau) – bahamski piłkarz, grający na pozycji obrońcy.

## Kariera
W latach 2006–2007 grał w akademickiej drużynie Appalachian State Mountaineers. 2 września 2006 roku zadebiutował w reprezentacji w wygranym 3:1 meczu z Kajmanami. W 2008 roku występował w kanadyjskim klubie North York Astros. W sezonie 2008/2009 reprezentował barwy ósmoligowego angielskiego Gosport Borough. Następnie grał w trynidadzkim Ma Pau SC oraz amerykańskich Bradenton Academics i Dayton Dutch Lions. Od 2014 roku gra w klubie z ojczyzny – Lyford Cay FC.
Założył dwie szkółki piłkarskie na Bahamach – YESI Soccer oraz Skillz Soccer School.

## Statystyki ligowe
| Sezon         | Klub                           | Liga                   | Mecze | Gole |
| ------------- | ------------------------------ | ---------------------- | ----- | ---- |
| 2006          | Appalachian State Mountaineers | NCAA Division I        | 15    | 2    |
| 2007          | Appalachian State Mountaineers | NCAA Division I        | 18    | 3    |
| 2008 (w)      | North York Astros              | Canadian Soccer League | 12    | 0    |
| 2008/2009 (j) | Gosport Borough                | Southern Division One  | 5     | 0    |
| 2009 (w)      | Ma Pau SC                      | TT Pro League          | ?     | ?    |
| 2009 (j)      | Bradenton Academics            | PDL                    | 13    | 2    |
| 2010/2011 (j) | Ma Pau SC                      | TT Pro League          | 12    | 0    |
| 2011          | Dayton Dutch Lions             | USL Pro                | 19    | 1    |
| 2014/2015     | Lyford Cay FC Dragons          | BFA Senior League      | ?     | ?    |
| 2015/2016     | Lyford Cay FC Dragons          | BFA Senior League      | ?     | ?    |
| 2016/2017     | Lyford Cay FC Dragons          | BFA Senior League      | ?     | ?    |
| 2017/2018     | Westside SC-Renegades FC       | BFA Senior League      | ?     | ?    |
| 2018/2019     | Westside SC-Renegades FC       | BFA Senior League      | ?     | ?    |
| 2019/2020     | Westside SC-Renegades FC       | BFA Senior League      | ?     | ?    |